# Lobocleta cocaria
Lobocleta cocaria là một loài bướm đêm trong họ Geometridae.